# Kuća Šperac
Kuća Šperac je kuća u Splitu, na adresi Zagrebačka 5, između Zgrade umjetničke akademije i zgrade Dujmović-Stock.

## Opis
Sagrađena je 1900. godine. Neostilsku dvokatnicu s elementima secesije je 1900. godine za mjernika Marina Šperca projektirao u više varijanti splitski graditelj prof. Ante Bezić, no od tri sačuvane varijante, niti jedna u potpunosti ne odgovara izvedenom stanju. Kuća je razvedenog tlocrta, ima predvrt, podrumsku etažu i dva ulaza. Prvi ulaz je sa zapadne strane. Nad njim se diže lođa otvorena s tri polukružna luka te ponad nje balkon s jednostavnom željeznom ogradom. Drugi je ulaz na istočnoj strani građevine. Na jugoistočnom se, odsječenom uglu nalazi polukružna terasica kojom se s nekoliko stuba silazi u vrt, dok je iznad nje na prvom katu smješten balkon koji slijedi tlocrtni obris ugla građevine.

## Zaštita
Pod oznakom Z-5835 zavedena je kao nepokretno kulturno dobro - pojedinačno, pravna statusa zaštićena kulturnog dobra, klasificirano kao "profana graditeljska baština", javne građevine.